# La niña enferma
La niña enferma (en neerlandés, Het zieke kind), del holandés Gabriël Metsu. Se trata de una óleo sobre lienzo, que mide 32,2 cm de alto y 27,2 cm de ancho. Fue pintado hacia el año 1660 y se encuentra en el Rijksmuseum de Ámsterdam (Países Bajos).
Se trata de una escena de género protagonizada, por una madre que cuida de su hija enferma. Este cuadro evidencia el amor o cuidado por los niños, incluso en una época de alta mortalidad infantil como era aquella. Los signos de enfermedad son evidentes en la pequeña: está delgada, floja y sin ánimo, muy pálida y con ojeras.
Se compone la obra en torno a dos diagonales, una que va desde la mesilla con el cuenco de barro hasta el cuadro de la esquina superior derecha, y la otra que va desde la rodilla de la mujer, cubierta por una tela roja, hasta la esquina superior izquierda, ocupada por un mapa desenrollado. 
No obstante, no puede descartarse que haya en la representación de una escena tan simple y cotidiana algo más, una intención moralizante. Podría ser que la mujer representara la virtud cristiana del amor al prójimo, la Caridad. La clave de este elemento religioso vendría dada por el cuadro dentro del cuadro, que representa una Crucifixión con la Virgen María y san Juan a su lado. La Crucifixión de Cristo sería una representación del amor de Dios por la Humanidad.
Los colores utilizados por Metsu son de la gama cálida, sobre todo ocres y amarillos, junto al ya indicado rojo intenso de la tela roja sobre la rodilla de la mujer.